# Joe Kapp
Joseph Robert Kapp (Santa Fe, 19 marzo 1938 – San Jose, 8 maggio 2023) è stato un giocatore di football americano statunitense che ha giocato nel ruolo di quarterback nella National Football League (NFL) e nella Canadian Football League (CFL). Al college giocò a football coi California Golden Bears.

## Carriera professionistica

### Canadian Football League
Kapp fu scelto nel 18º giro del Draft NFL 1959 dai Washington Redskins ma dopo non essere stato contattato dalla squadra firmò coi Calgary Stampeders della CFL. Dopo due stagioni fu scambiato coi BC Lions che guidò alla finale di campionato CFL nel 1963 e nel 1964 alla vittoria della loro prima Grey Cup.

### National Football League
Kapp disputò la sua prima stagione nella NFL coi Minnesota Vikings nel 1967, partendo come titolare in 11 gare su 14, completando solamente il 47% dei suoi passaggi, con 8 touchdown e 17 intercetti.
Nel 1968, Kapp guidò i Vikings alla loro prima apparizione della storia ai playoff, perdendo coi Baltimore Colts, 24-14. I Colts furono poi battuti a sorpresa dai New York Jets nel Super Bowl III.
In una gara del settembre 1969 contro i Colts, Kapp lanciò sette passaggi da touchdown, tuttora un record NFL, condiviso con altri sei giocatori (Sid Luckman, Adrian Burk, George Blanda, Y.A. Tittle, Peyton Manning e Nick Foles). Burk fu uno degli arbitri che diressero quella partita. Kapp guidò i Vikings a un record di 12-2, raggiungendo il Super Bowl IV dopo aver sconfitto i Cleveland Browns 27-7 nell'ultima finale del campionato NFL mai disputata. Nel Super Bowl però, i Vikings furono superati 23-7 dai Kansas City Chiefs. Kapp fu premiato come MVP della sua squadra, ma rifiutò il premio affermando che "non esiste un Viking che valga più di un altro".
Nel 1970, Kapp firmò coi Boston Patriots il contratto più ricco della lega ma la squadra terminò col peggior record della NFL, 2-12. Con la prima scelta assoluta del Draft NFL 1971, i Patriots selezionarono un quarterback, Jim Plunkett da Stanford. Kapp si recò al training camp dei recentemente rinominati New England Patriots nel 1971 ma fu spedito a casa. Dopo quell'incidente, Kapp non giocò più, concludendo la sua carriera professionistica durata dodici anni.

## Palmarès

### Franchigia
- Campionati NFL : 1

Minnesota Vikings: 1969
- Grey Cup: 1

BC Lions: 1964

### Individuale
- Convocazioni al Pro Bowl: 1

1969
- CFL All-Star: 2

1964, 1966
- Numero 22 ritirato dai BC Lions
- College Football Hall of Fame
- Canadian Football Hall of Fame
- Record NFL: maggior numero di passaggi da touchdown in una gara - 7 (condiviso)

## Filmografia
- Io non credo a nessuno (Breakheart Pass), regia di Tom Gries (1975)
- Panico nello stadio (Two-Minute Warning), regia di Larry Peerce (1976)
- I ragazzi del coro (The Choirboys), regia di Robert Aldrich (1977)
- Scusi, dov'è il West? (The Frisco Kid), regia di Robert Aldrich (1979)